# 阮文瑞

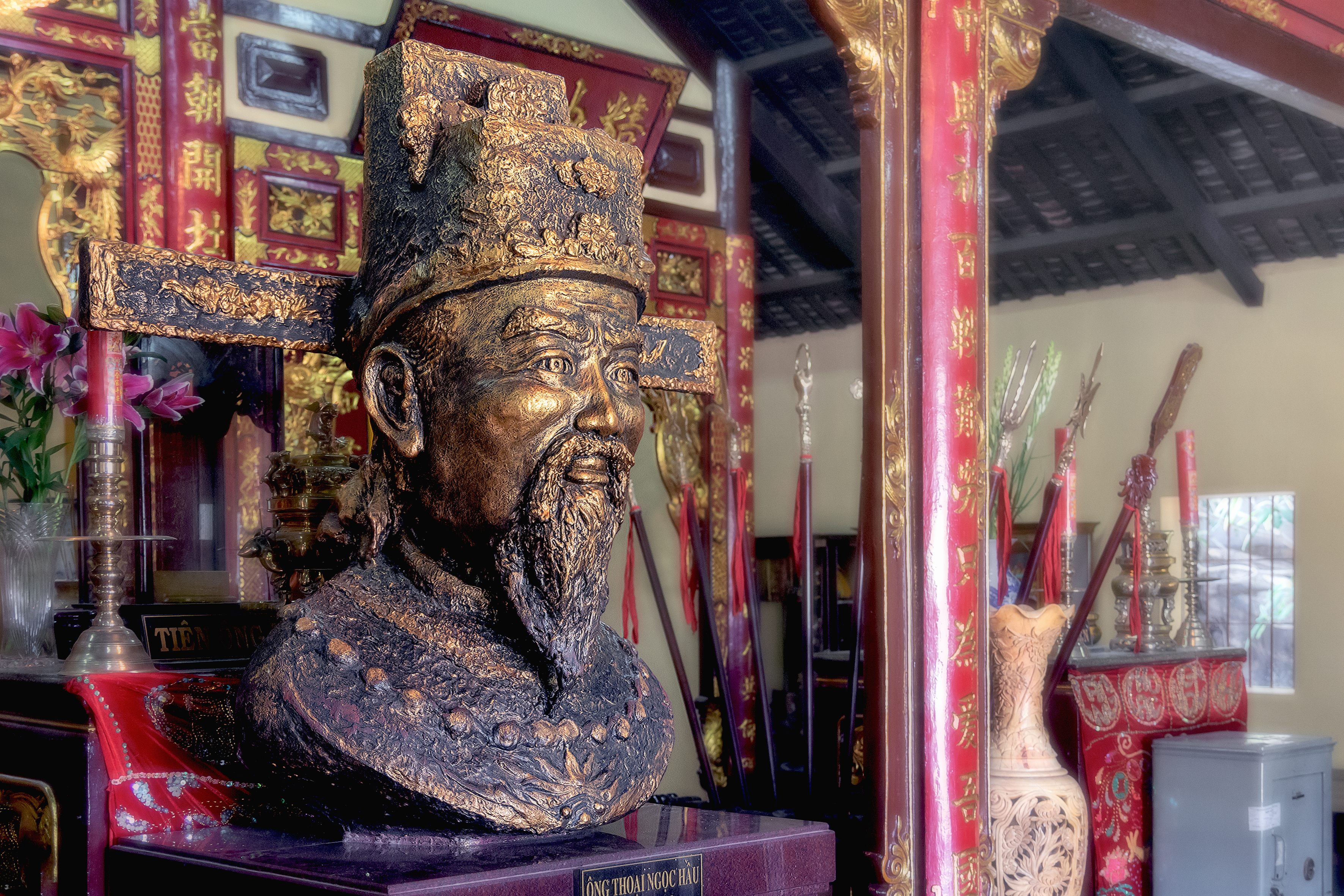
阮文瑞

阮文瑞（越南语：／，1761年12月21日—1829年7月6日）是越南阮朝大将，封瑞玉侯（越南语：／）。

## 生平
阮文瑞是奠磐府延福縣安海社（今屬峴港市山茶郡安海西坊）人，景興二十二年十一月二十六日（1761年12月21日）出生。景興三十八年（1777年），阮文瑞投身舊阮軍隊。景興四十五年（1784年），隨阮福映前往暹羅首都曼谷求援，後歷封前軍營中支副長校欽差該奇、震武營前遊校欽差統兵該奇、管隆興守。
景興五十三年（1792年），阮文瑞和阮進諒一起出使暹羅，回國時在榔嶼碰到闍婆匪，斬殺三十多名匪盜，俘獲一艘船和兩個匪盜，獲得阮福映賞賜戰衣，升授中水營副前支，管清洲道。此後多次出使暹羅，秘密刺探消息，回國後多有升遷。景興五十九年（1798年），阮文瑞又兼副管五水營，跟隨保護阮文閑出使暹羅。暹羅國王答允阮文瑞通行上道關。回國後，阮福映升阮文瑞為欽差上道大將軍，命他前往萬象，放出舊阮軍隊將和暹羅軍隊一起走上道進攻乂安的消息，迫使西山朝留重兵守衛乂安，不敢將大軍全部調走援助歸仁城。
景興六十年（1799年），阮文瑞抵達萬象國首都萬象（圓禛），國王因塔翁（昭印）十分歡迎，並答應出兵相助舊阮。阮文瑞又派人招撫鎮寧、清華、乂安一帶的蠻族，蠻族都願意接受阮文瑞的命令。景興六十一年（1800年），阮文瑞返回嘉定，向阮福映報告用兵計劃。阮福映任命他為欽差上道平西將軍。阮文瑞回到萬象後，匯合萬象國軍隊，進攻乂安，擊潰了西山朝都督阮名樂、駙馬阮文治。戰事結束後，阮文瑞沒有得到阮福映的命令就擅自返回了嘉定，被降為該隊，管清洲道。
嘉隆元年（1802年），阮文瑞任欽差統兵該奇，升掌奇，屯兵北城。不久任諒山鎮守。後又改任定祥鎮守。當時越南和高綿一帶動蕩未平，時常有高綿人舉事。於是，阮文瑞又改任保護高綿一職。阮文瑞住劄高綿國國都，大權獨攬，人稱保護瑞（Bảo hộ Thoại）。阮文瑞等人事多專決，高綿王為之掣肘，使得高綿國內人情疑惧。為此嘉隆帝在嘉隆十三年（1814年）下詔給他們，要求所有高棉的國內事務，「聽藩王與藩僚處分，毋得牵制」。
嘉隆十六年（1817年），阮文瑞改任永清鎮守。次年（1818年），阮文瑞率兵疏通東川港，阮福映賜名“瑞河”，河邊的笠山改為“瑞山”，以此褒獎阮文瑞功勞。不久，阮文瑞升授欽差統制，行保護高綿國事務。嘉隆十八年（1819年），再任永清鎮守，疏通永濟河。明命二年（1821年），再領保護高綿國事，兼管河僊邊務，按守朱篤堡。明命四年（1823年），阮文瑞和統制陳公賴一起疏通永濟河。明命五年（1824年），高綿國王安贊二世（匿螉禛）向阮文瑞寫信，稱讚他擊退入侵的暹羅軍隊、平定國內叛亂，功勞比鄚天賜還要高十倍，願意獻上利𣘁八（今柬埔寨茶膠省波雷加巴县）、真森和密律（皆位於越南江城、朱篤之間）三府，阮朝朝廷廷議，決定接受真森和密律兩府。
明命十年六月六日（1829年7月6日），阮文瑞去世，壽六十九歲，追贈都統。後來，嘉定城刑曹武瑜上疏聲稱阮文瑞生前滋擾百姓，刑部議罪，追降為五品銜，抄沒家產。

## 評價和影響
《大南列傳正編初集》稱讚阮文瑞“追隨羈靮，遂受知遇，復奔走上道，往來暹牢臘間，厥有功矣”。
今天安江省轄有瑞山縣，就是因境內有瑞山而得名。

## 子女
- 阮文林，蔭封恩騎尉，後被褫奪。